# Margueritta sandyi
Margueritta sandyi är en kräftdjursart som beskrevs av Bruce2003. Margueritta sandyi ingår i släktet Margueritta och familjen klotkräftor. Inga underarter finns listade i Catalogue of Life.